# Jerry Brudos
Jerome Henry "Jerry" Brudos, född 31 januari 1939, död 28 mars 2006, var en amerikansk seriemördare och nekrofil. Han blev känd som "The Lust Killer" och "The Shoe Fetish Slayer".

## Biografi
Brudos mor hade velat ha en flicka och blev mycket besviken över att hon födde ännu en son. Hon brukade förringa sin son och behandla honom med förakt. Han fäste sig vid en grannkvinna och fantiserade om att hon var hans riktiga mor. Hon hade dock diabetes och kunde efter en tid inte umgås med den unge Brudos. Samtidigt hade Brudos en nära vänskap med en jämnårig flicka. Hon dog i tuberkulos och Brudos sörjde henne under lång tid. Brudos fick tidigt en fetisch för damskor och damunderkläder och ska ha stulit damunderkläder från grannar. Under tonåren gick han i psykoterapi och vistades på mentalsjukhus. Under denna tid började han att smyga sig på kvinnor, slå dem medvetslösa och fly iväg med deras skor.
När Brudos var 17 år gammal, bortförde han en ung kvinna och hotade att knivhugga henne om hon inte tillmötesgick hans sexuella krav. Brudos greps och fördes till Oregon State Hospital. En psykiater utrönade, att Brudos sexuella fantasier hade att göra med hans hat och hämndbegär gentemot modern och kvinnor i allmänhet. Brudos fick diagnosen schizofreni.
År 1961 gifte sig Brudos med en 17-årig kvinna och fick med henne två barn. Han frågade hustrun om hon ville gå runt i parets bostad, endast iförd högklackade skor, medan han fotograferade henne. Efter en tid började Brudos stryka omkring på natten i jakt på offer. Han var ute efter skor och spetsunderkläder och förvarade dessa och även sina offers döda kroppar i ett garage.
Mellan 1968 och 1969 slog och ströp Brudos fyra unga kvinnor. I sitt garage i Salem förvarade Brudos "troféer" från sina offer – två par kvinnobröst, bland annat från Karen Sprinker, och vänstra foten från det första mordoffret, Linda Slawson. Efter att ha dödat en kvinna brukade han ta på sig högklackade skor och masturbera.  Polisens undersökning ledde till slut till Brudos gripande och han erkände morden och beskrev dem i detalj. Fyra kvinnor föll offer för Brudos perversa mordbegär – Linda Kay Slawson (19), Jan Susan Whitney (23), Karen Elena Sprinker (19) och Linda Dawn Salee (19). Det första offrets kropp återfanns aldrig, vilket innebar att han endast åtalades för tre mord. Brudos erkände, att han hade utövat nekrofili samt hängt upp Salees döda kropp i taket och genom elchocker försökt få kroppen att "dansa".
År 1969 dömdes Brudos till livstids fängelse.